# Anolis modrý
Anolis modrý (Anolis allisoni) je malý denní ještěr z čeledi leguánovitých. Žije na Kubě, kromě západní a nejjihovýchodnější části, na Ostrovech zálivu a dalších ostrovech při pobřeží Hondurasu a Belize. Obvykle se zdržuje na kmenech palem a živí se bezobratlými živočichy.

## Etymologie
Druhové jméno allisoni je na počest amerického filantropa Allisona Vincenta Armoura.

## Popis
Co do barvy a stavby těla je anolis modrý při zběžném pohledu podobný známějšímu anolisu rudokrkému. Zatímco samice jsou celé zelené s bílým břichem, podobně jako anolis rudokrký, samci mají červenavý hrdelní lalok a obvykle světle modrou hlavu, přední končetiny a přední část těla (u druhů z Hondurasu je modrá pouze hlava krk, nohy a spodní část těla jsou světle zelené). Hrdlo mají všechny druhy obvykle bílé. Obě pohlaví dokážou v případě nebezpečí velmi rychle změnit barvu na hnědou.
Samice dorůstají do délky 7,5 cm od tlamy po řitní otvor, samci až 10 cm. Anolis modrý je typický anolis žijící v korunách stromů. Tak jako všechny příbuzné druhy má velkou zašpičatěnou trojúhelníkovitou hlavu a samci výrazný krční hřebínek. Široké prsty na nohou usnadňují šplhání po stromech a svislých površích.